# Brasileira
Brasileira är en kommun i Brasilien.   Den ligger i delstaten Piauí, i den östra delen av landet, 1 500 km nordost om huvudstaden Brasília. Antalet invånare är 7 961.
Omgivningarna runt Brasileira är huvudsakligen savann. Runt Brasileira är det glesbefolkat, med 14 invånare per kvadratkilometer.